# Цюпаченко, Андрей Алексеевич
Андрей Алексеевич Цюпаченко (род. 31 августа 1948) — советский самбист и дзюдоист, мастер спорта СССР международного класса, трёхкратный чемпион СССР по самбо, трёхкратный чемпион СССР по дзюдо, чемпион Европы по дзюдо в командном турнире, призёр в личной номинации, дважды победитель первенства Европы среди юниоров, четырёхкратный победитель Тбилисского международного турнира, Заслуженный тренер России, победитель Всемирных игр ветеранов.

## Биография
Выступал за клуб «Динамо» (Москва). Член сборной команды страны в 1972-1977 годах. В 1977 году оставил большой спорт. Главный тренер сборной команды России по дзюдо.

## Спортивные результаты

### Дзюдо
- Чемпионат СССР по дзюдо 1973 года — ;
- Чемпионат СССР по дзюдо 1974 года — ;
- Чемпионат СССР по дзюдо 1976 года — ;
- Чемпионат СССР по дзюдо 1977 года — ;

### Самбо
- Чемпионат СССР по самбо 1968 года — ;
- Чемпионат СССР по самбо 1969 года — ;
- Чемпионат СССР по самбо 1970 года — ;
- Чемпионат СССР по самбо 1972 года — ;